# 和田村 (山口県大島郡)
和田村（わだそん）は、山口県大島郡にあった村。現在の周防大島町和田・内入・小泊にあたる。

## 地理
- 海洋 ： 安芸灘、伊予灘
- 山岳 ： 大見山
- 島嶼 ： 禿島、笹島

## 歴史
- 1889年（明治22年）4月1日 - 町村制の施行により、和田村・内入村・小泊村の区域をもって発足。
- 1955年（昭和30年）4月1日 - 油田村・森野村・白木村と合併して東和町が発足。同日和田村廃止。